# Xiphidiola concolor
Xiphidiola concolor är en insektsart som beskrevs av Bolívar, I. 1906. Xiphidiola concolor ingår i släktet Xiphidiola och familjen vårtbitare. Inga underarter finns listade i Catalogue of Life.